# Лю Гучан
Лю Гучан (кит. 文古昌 (родился в 1946 году в провинции Цзянсу) — китайский дипломат, c 2003 по 2009 год занимал должность посла КНР в РФ.

## Биография
Ли Гучан родился в 1946 году в провинции Цзянсу. С марта 1996 по август 1999 года был послом Китая в Румынию. Будучи помощником главы МИД КНР, в 2000 году он возглавлял китайскую делегацию по подготовке Договора о добрососедстве, дружбе и сотрудничестве. В 2002 году Лю Гучан стал заместителем министра иностранных дел Китая, а осенью 2003 года назначен послом Китая в России. Он занимал эту должность до лета 2009 года. Впоследствии[когда?] он стал руководителем руководителем Китайского фонда изучения международных вопросов (КФИМВ).

## Награды
- Командор ордена Звезды Румынии (1999, Румыния)[6].